# Aderklaaer Straße (metropolitana di Vienna)
La stazione di Aderklaaer Straße è una stazione della metropolitana di Vienna, posta sulla linea U1. Si trova nel 21º distretto di Vienna ed è ubicata in posizione parallela a Holzmanngasse, tra Aderklaaer Straße e Baldassgasse. La Aderklaaer Straße, che ha dato il nome alla stazione, è stata denominata così nel 1910 dalla città di Aderklaa, che si trova in Bassa Austria alla periferia di Vienna.

## Descrizione
La stazione è entrata in servizio il 2 settembre 2006, nel contesto del prolungamento della linea U1 tra Kagran e Leopoldau.
A causa del basso traffico passeggeri, all'inizio del 2007 le Wiener Linien presero in considerazione la possibilità di chiudere la stazione in attesa dello sviluppo dell'area urbana circostante (il cosiddetto Brachmühle). Nel 2009 è iniziata la costruzione di un parcheggio park-and-ride con circa 1 500 posti auto, inaugurato il 21 settembre 2010.
Tra il 2013 e il 2015, nell'area attorno alla stazione è stato sviluppato il progetto Citygate, con la realizzazione di un complesso urbano che comprende circa 1 000 abitazioni, due grattacieli residenziali (di 80 e 100 metri di altezza rispettivamente), un centro commerciale di 15000 m² di superficie commerciale e un parco pubblico.

## Ingressi
- Aderklaaer Straße
- Baldassgasse